# Bois de Staneux

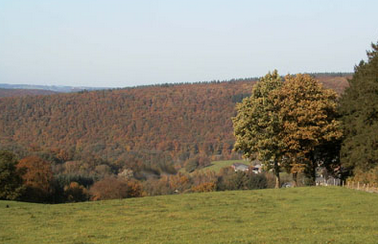
Bois de Staneux

Le bois de Staneux est une étendue boisée, située  en Wallonie dans le sud-est de la Belgique, au nord de Spa et à l'est de Theux. Couvrant une superficie de 846 hectares, le bois de Staneux peut être considéré comme l'un des plus grands bois isolés de Belgique et rivalise avec la forêt de Soignes.

## Géographie
Divisée sur quatre larges collines axées est-ouest, la forêt est quadrillées de petits chemins notamment depuis Spa, dont des plus larges sentiers suivent les courbes de niveau. Les fortes précipitations et le relief ont engendré de nombreux ruisseaux et lacs, comme le lac de Chawion. Ce bois débouche dans le centre de Spa sur une colline appelée "colline d'Annette et Lubin". De l'autre coté, le bois débouche sur le château de Franchimont.

## Description
Cette forêt est principalement une hêtraie à Luzule mais possède aussi des futaies de type chênaies-charmaies ou chênaies-frênaies.

## Mythes
Une légende raconte qu'entre le Wayai et Hoëgne, dans le bois de Staneux au nord, vit la Bête de Staneux.
Le sagittaire, est représenté[Où ?] par un centaure tendant un arc.